# San Daniele Po
San Daniele Po é uma comuna italiana da região da Lombardia, província de Cremona, com cerca de 1.478 habitantes. Estende-se por uma área de 22 km², tendo uma densidade populacional de 67 hab/km². Faz fronteira com Cella Dati, Motta Baluffi, Pieve d'Olmi, Roccabianca (PR), Sospiro, Zibello (PR).

## Demografia
| Variação demográfica do município entre 1861 e 2011                               |
|                                                                                   |
| Fonte: Istituto Nazionale di Statistica (ISTAT) - Elaboração gráfica da Wikipedia |